# Cécile Tormay
Dans le nom hongrois Tormay Cécile, le nom de famille précède le prénom, mais cet article utilise l’ordre habituel en français Cécile Tormay, où le prénom précède le nom.
Cécile Tormay ([ˈseːsil], [ˈtoɾmɒi]), parfois appelée Cécile de Tormay, née le 8 octobre 1876 à Budapest et morte le 2 avril 1937 à Mátraháza, est une écrivaine hongroise.
Ses œuvres les plus connues sont deux romans : Fille des pierres [ou Au pays des pierres] (Emberek a kövek között, 1911), et La Vieille maison (A régi ház, 1914), qui obtint le grand prix de l’Académie hongroise, et cinq nouvelles. Elle est connue pour ses idées antisémites.

## Biographie
Cécile Tormay naît dans une famille aux lointaines ascendances françaises.
En 1919, Cécile Tormay s'oppose à l'éphémère régime de la république des conseils de Béla Kun. Elle vit dans la clandestinité et publie en 1920-1921 Le livre proscrit - Scènes de la Révolution communiste en Hongrie (Bujdosó könyv), où elle dénonce le nouveau régime d'inspiration soviétique.
Elle est sélectionnée deux fois pour le prix Nobel de littérature, en 1936 et 1937.
Elle est une grande admiratrice de Mussolini. Elle affirme ainsi avoir été fasciste avant même que Mussolini n'apparaisse à l'horizon. En 1932, à l'occasion du dixième anniversaire de la Marche sur Rome, elle rencontre le dictateur, et lui présente les vœux de l'Association nationale des femmes hongroises, dans un discours en italien.
Elle mène un combat acharné contre le judaïsme, notamment dans Le Livre proscrit (Bujdosó könyv), accusant les Juifs de Hongrie de corrompre la « race hongroise ».

## Postérité et polémiques
Dans les années 1990, Cécile Tormay est mise en valeur par plusieurs partis politiques, notamment Jobbik, ou encore le parti gouvernemental Fidesz : deux membres du Fidesz font ériger une statue de Cécile Tormay qu'ils qualifient de grande patriote. Une polémique éclate en 2013 lorsque le conseil municipal de Budapest décide de nommer une rue en son honneur, décision retirée par le maire de Budapest en raison de protestations internationales liées à l'antisémitisme de Tormay,.

## Œuvres

### En hongrois
- Apródszerelem (nouvelle, 1900)
- Apró bűnök (nouvelle, 1905)
- Emberek a kövek között (roman, 1911)
- A régi ház (roman, 1914)
- Viaszfigurák (nouvelle, 1918)
- Álmok (nouvelle, 1920)
- Bujdosó könyv (roman, 1920-21)
- Megállt az óra (nouvelle, 1924)
- Az ősi küldött (roman, 1933-37)

### En français
- Cécile de Tormay : Scènes de la Révolution communiste en Hongrie. Traduction de Marcelle Tinayre). In La Revue universelle. Tome XIV, 1er Juillet 1923, & Tome XV, 1er Octobre 1923, Jacques Bainville, directeur.
- Le livre proscrit : scènes de la révolution communiste en Hongrie [« Bújdosó könyv »|, traduit par Paul-Eugène Régnier, adapté par Marcelle Tinayre, Plon, 1925
- Fille des pierres [« Emberek a kövek között »], traduit par Marcelle Tinayre, éditions Viviane Hamy, 1990
- La vieille maison [« A régi ház »], traduit par Paul-Eugène Régnier, préface de Jérôme et Jean Tharaud, éditions Fernand Sorlot, 1942
- La vieille maison [« A régi ház »], traduit par Joëlle Richard, éditions Viviane Hamy, 1992